# گاگیک مانوکیان (بازیکن فوتبال)
گاگیک مانوکیان (ارمنی: Գագիկ Մանւկյան؛ ۱۶ اوت ۱۹۷۸ – ۵ اوت ۲۰۰۲) بازیکن فوتبال در پست اهل ارمنستان هافبک بود.

## باشگاهی
از باشگاه‌هایی که در آن بازی کرده‌است می‌توان به باشگاه فوتبال کوتایک، باشگاه فوتبال ایروان، باشگاه فوتبال آراکس آرارات و باشگاه فوتبال آرارات ایروان اشاره کرد.

## تیم ملی
وی همچنین در تیم ملی فوتبال ارمنستان بازی کرده‌است. مانوکیان نخستین بازی ملی خود را که یک بازی دوستانه بود در تاریخ ۰۴ ژانویه ۱۹۹۷ در وینیا دل مار در مقابل شیلی انجام داده‌است.